# Saint-Marin aux Jeux olympiques d'hiver de 1994
Saint-Marin participe aux Jeux olympiques d'hiver de 1994 à Lillehammer en Norvège du 12 au 27 février 1994. Il s'agit de sa 5e participation à des Jeux olympiques d'hiver.

## Ski alpin
Nicola Ercolani participe pour Saint-Marin au slalom géant.

## Bobsleigh
En bob à deux, Saint-Marin aligne Dino Crescentini et Mike Crocenzi.